# Tovární hala

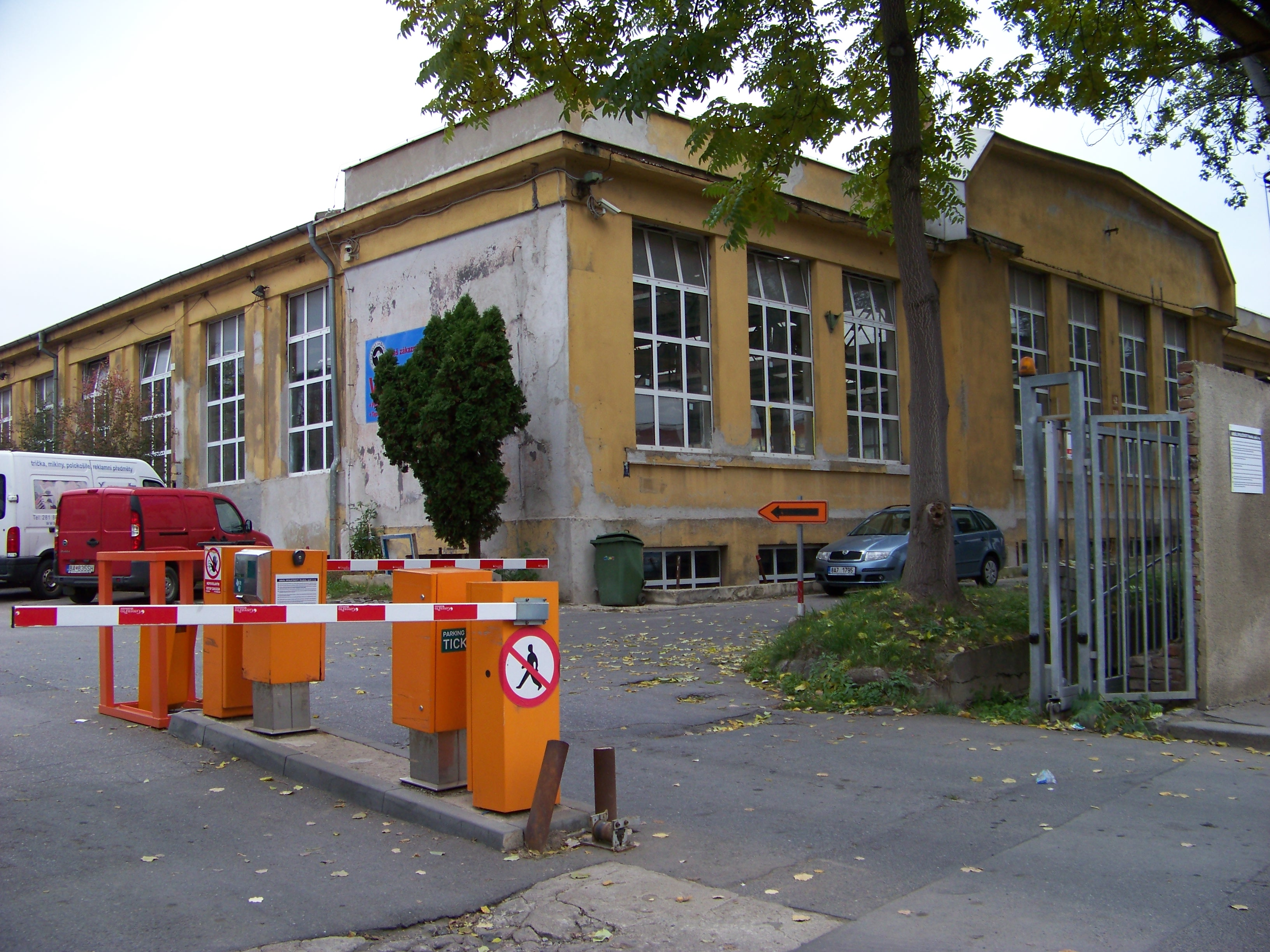
Bývalá tovární hala, Praha–Vysočany, Kolbenova (2012)

Tovární hala je průmyslový komplex staveb nebo jeho část, která slouží primárně k průmyslové výrobě, případně plní v rámci továrního komplexu další navazující funkce. Pokud je stavěna na míru, je pro její velikost a další parametry určující prostorová definice plánovaných pracovních procesů a jejich návaznost na skladovací a logistické prostory.
Součástí tovární haly vedle výrobních, skladovacích, logistických a technických prostor mohou být administrativní prostory a zázemí pro zaměstnance. Specifickým typem tovární haly určeným primárně pro provádění montáží je montážní hala.

## Stavba haly
Pokud jde o technologii stavby, využít lze všechny dostupné stavební postupy od „mokrých“ až po montovanou ocelovou konstrukci. Uplatnění rámové ocelové konstrukce zkracuje dobu stavby na jednotky měsíců a pro velkou část investorů je tak ekonomičtějším řešením navzdory případným vyšším pořizovacím nákladům.

## Požadavky na konstrukci a vybavení
Podle konkrétních požadavků investora může konstrukce tovární haly zahrnovat:
- jeřábové dráhy – nahrazují portálový jeřáb v interiéru zabudováním do nosné konstrukce haly
- prosvětlovací panely – zajišťují přes den dostatek přirozeného světla a pomáhají tak šetřit energii na umělé osvětlení. Umístěny mohou být ve střeše i ve stěnách.
- tepelnou a zvukovou izolaci – kvůli rostoucímu důrazu na řešení šetrné k přírodním podmínkám i kvůli rentabilitě provozu se dnes montážní haly zateplují. Dostatečná zvuková izolace je opět použita tam, kde to vyžadují okolnosti uvnitř haly nebo blízkost občanské zástavby.
- vytápění a vzduchotechnika – plní specifické funkce u prašných provozů, práce s těkavými látkami, nebo citlivých výrobních procesů.
- osvětlení – je dáno místně příslušnými normami, v Česku Nařízením vlády ČR č. 361/2007 Sb., kterým se stanovují podmínky ochrany zdraví při práci

## Příklady využití tovární haly
S průmyslovým provozem a potřebou adekvátních zastřešených prostor se setkáme kromě průmyslových odvětví třeba i ve službách. Příkladem tak kromě montážních a výrobních hal mohou být potravinářské provozy, nebo i průmyslová prádelna.

## Ekologické požadavky
Hospodárný a ekologický provoz je dnes nejen vizitkou moderní zodpovědné firmy, ale i důležitou položkou v plánování provozních nákladů. Moderní tovární haly se tak liší od historických i aplikací technologií, které kromě snížení spotřeby energie pomáhají omezovat případné negativní vlivy průmyslového provozu na životní prostředí.